# كوم زمران
قرية كوم زمران هي إحدى القرى التابعة لمركز الدلنجات في محافظة البحيرة في جمهورية مصر العربية. حسب إحصاءات سنة 2006، بلغ إجمالي السكان في كوم زمران 7113 نسمة، منهم 3708 رجل و3405 امرأة.

## التاريخ
قرية كوم زمران من القرى القديمة، حيث وردت باسم «طوخ دجانة» في أعمال حوف رمسيس ضمن قرى الروك الصلاحي التي أحصاها ابن مماتي في كتاب قوانين الدواوين، كما وردت باسم «طوخ دجانة» في أعمال البحيرة ضمن قرى الروك الناصري التي أحصاها ابن الجيعان في كتاب «التحفة السنية بأسماء البلاد المصرية». وفي العصر العثماني وردت باسم «طوخ دجانة» في التربيع العثماني الذي أجراه الوالي العثماني سليمان باشا الخادم في عصر السلطان العثماني سليمان القانوني ضمن قرى ولاية البحيرة، وفي تاريخ 1228هـ/1813م الذي عدّ قرى مصر بعد المسح الذي قام به محمد علي باشا باسم «زمران الكوم» ضمن قرى مديرية البحيرة. وفي سنة 1249هـ/1833م، تغير الاسم إلى «كوم زمران».